# András Schiff
Pour les articles homonymes, voir Schiff.
András Schiff (né à Budapest le 21 décembre 1953) est un pianiste et chef d'orchestre hongrois naturalisé britannique.

## Biographie
Fils unique de deux survivants de la Shoah, il commence le piano à l'âge de cinq ans avec Elisabeth Vadász. Il a ensuite étudié à l'université de musique Franz-Liszt à Budapest avec Pal Kadosa, György Kurtág et Ferenc Rados, puis à Londres avec George Malcolm. Il a été finaliste au Concours international de piano de Leeds en 1975. Il a quitté la Hongrie en 1979. Il a acquis la citoyenneté autrichienne en 1987 mais, établi à Londres, et devenu citoyen britannique en 2001, il a été anobli Knight of the British Empire (KBE). Sir András Schiff est marié à la violoniste japonaise Yūko Shiokawa, ils vivent maintenant à Londres, Florence et Bâle.
Il est aussi réputé pour sa pédagogie, notamment ses master-classes portant principalement sur des pièces de Bach ou de Beethoven.
Il a ouvertement pris position contre les restrictions des libertés démocratiques dans son pays d'origine, la Hongrie, refusant désormais de s'y produire.

## Distinctions
- Prix Franz Liszt (1976)
- prix Kossuth (1996)
- Léonie Sonning Music Award (1997)
- Membre honoraire de la Beethoven-Haus, à Bonn (2007)
- prix Bach de la Royal Academy of Music (2007)
- Médaille Wigmore Hall pour avoir joué dans cette salle pendant plus de trente ans (2008)
- Prix pour le mérite des sciences et arts (2011)
- Prix Robert-Schumann de la ville de Zwickau (2011)
- Membre d'honneur du Konzerthaus de Vienne (2012)
- International Classical Music Award (catégorie "Instrumentiste solo") (2012)
- Médaille d'or de la Royal Philharmonic Society (2013)
- Docteur honoris causa de l'université de Leeds (2014)
- Docteur honoris causa du Royal College of Music (2018)[4]
- Médaille d'or Mozart décernée par la Fondation Mozarteum
- Croix de Grand Officier de l'Ordre du Mérite de la République fédérale d'Allemagne
- Knight Bachelor
- Médaille Bach de la ville de Leipzig (2022)[5]
- Praemium Imperiale (2025)[6]